# Пріоро
Пріоро (ісп. Prioro) — муніципалітет в Іспанії, у складі автономної спільноти Кастилія-і-Леон, у провінції Леон. Населення — 418 осіб (2010).
Муніципалітет розташований на відстані близько 290 км на північ від Мадрида, 60 км на північний схід від Леона.
На території муніципалітету розташовані такі населені пункти: (дані про населення за 2010 рік)
- Пріоро: 377 осіб
- Техеріна: 41 особа

## Демографія
Динаміка населення (INE ):